# Billet de 10000 francs congolais
Recto
Verso
Chronologie
Billet de 5000FC Billet de 20 000FC
Le billet de 10 000 francs congolais est une coupure émise par la Banque Centrale du Congo (BCC) et représente l'une des valeurs les plus élevées de la monnaie nationale de la République Démocratique du Congo (RDC). Introduit en 2020, ce billet incarne les efforts de modernisation monétaire tout en mettant en avant des aspects culturels, historiques et écologiques importants pour le pays.

## Historique
Depuis la fin du XXe siècle, la RDC a connu une forte inflation, entraînant des variations importantes de la monnaie qui ont affecté les valeurs des billets requis pour les transactions quotidiennes. Pour répondre au besoin croissant d'une monnaie de haute valeur, le billet de 10 000 francs a été émis afin de faciliter les échanges dans un contexte auquel les billets de moindre valeur ne suffisaient plus pour couvrir les transactions courantes,.

## Caractéristiques
Le billet de 10 000 francs congolais est de couleur principalement violette avec des éléments graphiques finement détaillés pour mettre en valeur divers symboles de la culture et de la biodiversité de la RDC. La taille et la couleur distinctives du billet facilitent son identification par les usagers,.

### Recto
Sur le recto du billet, plusieurs éléments illustrent des aspects de la faune et de l'art traditionnels congolais :
1. Les Buffles : Au centre, deux buffles sont représentés, symbolisant la force, la résistance et la richesse de la faune congolaise. Les buffles font partie de la biodiversité endémique de la RDC et rappellent la connexion profonde du peuple congolais avec son environnement naturel.
2. La Statuette Traditionnelle : À droite de l'image des buffles, une sculpture représentant une figure humaine est illustrée. Cette statuette fait référence à l'art ancestral congolais, souvent associé à des rituels et des croyances spirituelles. Les sculptures congolaises traditionnelles, dont certaines sont classées parmi les trésors culturels du pays, sont connues pour leurs détails minutieux et leurs significations symboliques. Elles représentent généralement des esprits protecteurs ou des ancêtres.
3. Signature et Numéro de Série : Le billet comporte également la signature du gouverneur de la Banque Centrale du Congo et un numéro de série unique imprimé en rouge, garantissant son authenticité et facilitant la traçabilité.

### Verso
Le verso du billet met en avant des éléments de la flore congolaise, soulignant l'importance des ressources naturelles du pays :
1. Les Bananiers : Un régime de bananes est illustré, mettant en valeur l'agriculture congolaise, où le bananier est une plante essentielle pour l'alimentation et l'économie locales. L'image rappelle l'importance de la culture du bananier dans la vie quotidienne et les pratiques agricoles congolaises.
2. Un Oiseau Congolais : Un oiseau, représenté près du régime de bananes, souligne la diversité aviaire de la RDC, l'un des pays avec la plus grande variété d'espèces d'oiseaux en Afrique. Ce détail illustre l'interconnexion entre la faune et la flore congolaises, contribuant à la reconnaissance de la richesse écologique du pays.
3. Inscription multilingue : Le montant de « 10 000 Francs » est inscrit en plusieurs langues nationales du Congo, à savoir le swahili, le lingala, le kikongo et le tshiluba. Cette inscription multilingue reflète la diversité culturelle et linguistique de la RDC et symbolise l'unité du pays malgré ses nombreuses communautés.

### Dispositifs de Sécurité
Afin de lutter contre la contrefaçon, la Banque Centrale du Congo a intégré plusieurs dispositifs de sécurité sur le billet de 10 000 francs :
- Filigrane : Un filigrane avec le logo de la Banque Centrale est visible en transparence lorsqu'on observe le billet à la lumière.
- Hologramme : Un élément holographique est placé sur le billet, rendant la contrefaçon plus difficile.
- Encre métallique et micro-impression : Des détails en encre métallique et des impressions de très petite taille ajoutent un niveau de complexité visuelle.
- Bande de Sécurité : Une bande de sécurité intégrée dans le papier du billet renforce sa protection.

Ces dispositifs garantissent l'authenticité du billet et facilitent son identification, tant pour les usagers que pour les institutions financières.

## Utilisation et valeur
En raison de sa valeur élevée, le billet de 10 000 francs congolais est principalement utilisé pour les transactions importantes, dans des contextes commerciaux ou pour des achats de biens de consommation de grande valeur. Son introduction répond au besoin d'une monnaie plus pratique pour les transactions de grande envergure dans un pays où l'inflation peut affecter le pouvoir d'achat,,,.

## Signification culturelle et économique
Au-delà de sa fonction monétaire, le billet de 10 000 francs congolais est un véritable symbole de l'identité nationale. Les représentations de la faune, de la flore, et de l'art traditionnel rappellent l'héritage culturel et naturel de la RDC. Ce billet contribue également à sensibiliser le public à la préservation de l'environnement et à l'importance de la biodiversité.